# Arno Holz

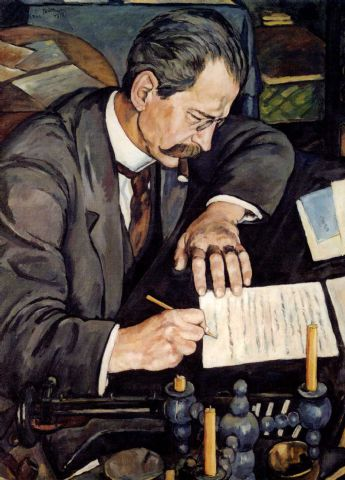
Arno Holz door Erich Büttner (1916)

Arno Holz (Rastenburg, 26 april 1863 - Berlijn, 26 oktober 1929) was een Duits schrijver, dichter en toneelschrijver. Zijn belangrijkste werk wordt gerekend tot het naturalisme, met invloeden vanuit het impressionisme. 

## Leven en werk
Holz was de zoon van een apotheker. In 1875 verhuisde de familie naar Berlijn, waar hij in 1881 begon te werken als freelance-journalist. Daarnaast begon hij te schrijven. Hij werd sterk beïnvloed door Gerhart Hauptmann, die hij in Berlijn had ontmoet binnen de naturalistische literatuurclub Durch en door Émile Zola.
Samen met zijn vriend Johannes Schlaf ontwikkelde hij zijn theorie van het 'consequente naturalisme', steunend op fotografisch-fonografische methodes. De basisformule was 'Kunst = Natuur - X', waar X stond voor de materialen waarmee kunst gemaakt werd. In zijn ideale kunstopvatting is de invloed van X minimaal en wordt de natuurlijke situatie zo dicht mogelijk benaderd. Hij was een der eersten in Duitsland die het grootsteedse omgeving in de literatuur invoerde. Zijn beste milieu-schilderingen kenmerken zich door een bijna impressionistische minutieusheid.
In zijn latere jaren maakte Holz diverse stijlveranderingen door, van symbolisme en jugendstil tot het expressionisme. Als zijn hoofdwerk geld zijn dichtbundel Phantasus (1898), waarin hij zijn theorieën over rijmloze middenasgedichten vorm gaf. Uiteindelijk werd zijn werk steeds formalistischer. Dit is vooral te zien in zijn talloze stijlkopieën van na 1900, onder andere in Daphnis (1900), dat erg lijkt op een antiquarische kopie van een barokke verzameling lyrische gedichten.
In 1929 was Holz kandidaat voor de Nobelprijs voor Literatuur, die toen echter naar Thomas Mann ging. Kort daarna overleed hij, 66 jaar oud.

## Bibliografie

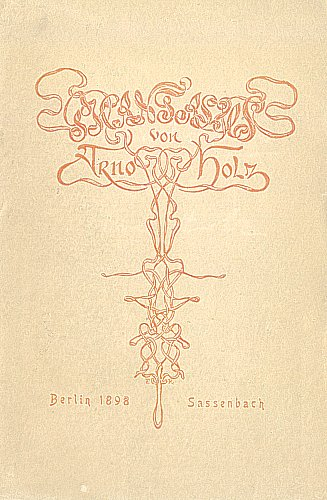
Titelpagina van Phantasus, 1898.